# Maria da Conceição
Maria da Conceição (siglo XVIII - São Paulo, 1798) fue una presunta bruja brasileña.
Maria da Conceição era una partera y curandera, conocida por su gran conocimiento de las hierbas medicinales, con las que preparaba pociones y ungüentos. Finalmente entró en conflicto con un sacerdote, el padre Luis, que se oponía a la medicina herbal popular entre las clases humildes.
El padre Luis la acusó de herejía y brujería. Maria da Conceição fue juzgada de acuerdo con la ley portuguesa contra la brujería. Fue juzgada y ejecutada en la hoguera cerca del convento de San Benito, en el centro de Sao Paulo en 1798.